# Wau (lingüística)
El wau es, en las descripciones diacrónicas (esto es, de la evolución de la forma sonora de las palabras), la variante del fonema /u/ cuando forma parte de un diptongo, bien como semiconsonante, como en agua, bien como semivocal, como en fauna.
En el latín vulgar fue un factor de cambio fonético importante que dio lugar, junto a la yod, que es más importante, y otros factores, al fonetismo característico de las lenguas románicas, romances  o neolatinas. Es el elemento «u» de un diptongo o triptongo, un sonido velar más cerrado si cabe que la [u].